# Karl Lauterbach (Biologe)
Karl Adolf Georg Lauterbach, auch Carl, (* 21. April 1864 in Breslau; † 1. September 1937 im Breslauer Ortsteil Stabelwitz) war als Biologe und Geograph in der Erforschung von Deutsch-Neuguinea tätig. Sein botanisches Autorenkürzel lautet „Lauterb.“

## Biografie
Lauterbach studierte Botanik und Landwirtschaft in Breslau und Heidelberg, wo er auch 1888 promoviert wurde. Verheiratet war er seit 1892.
Von 1889 bis 1891 unternahm er eine Weltreise, die ihn über die USA, Hawaii, Neuseeland, Australien und Java führte. Im März 1890 hielt er sich auf Neuguinea auf, in der deutschen Kolonie Kaiser-Wilhelms-Land. Am 8. Oktober brach er von Finschhafen aus zu einer Expedition in die Astrolabebai auf. Die Expedition ging weiter ins Gogol-Tal (ca. 5° 0′ 0″ S, 145° 0′ 0″ O).

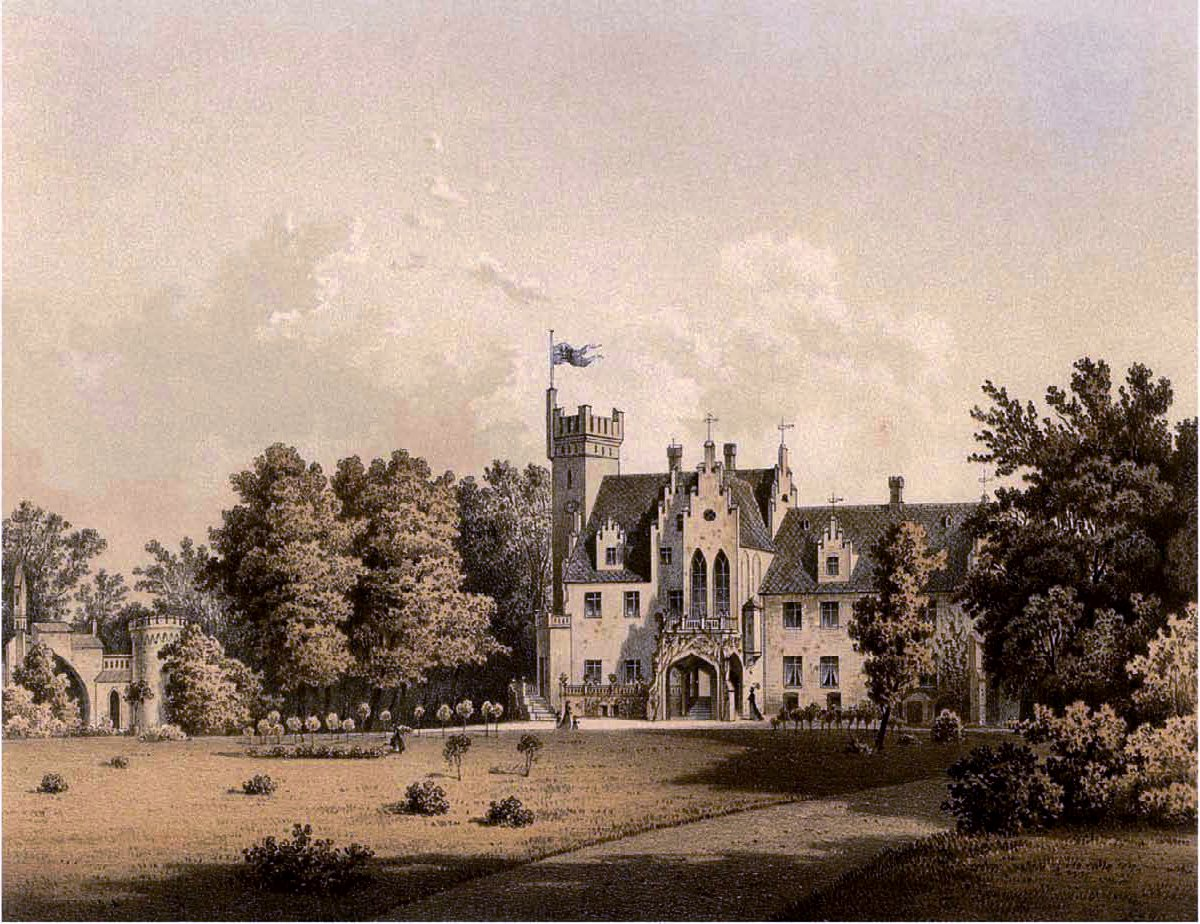
Gut Stabelwitz um 1860, Sammlung Alexander Duncker

1895 übernahm er die Verwaltung seines ererbten Grundbesitzes und erwarb das Gut Stabelwitz. Im folgenden Jahr wurde er als Expeditionsleiter der Ramu-Expedition bestellt. Er erreichte Friedrich-Wilhelm-Hafen auf der Stettin am 29. April 1896. Die Expedition wurde wegen widrigen Umständen bald abgebrochen. Es folgte jedoch eine weitere Erkundung im Gebiet des Oertzen-Gebirges. Dabei wurde herausgefunden, dass das Bismarckgebirge aus kristallinen Gesteinen besteht und Goldvorkommen wahrscheinlich sind.
Eine weitere Expedition im Jahre 1899 führte zur Auffindung von Goldlagerstätten und der erneuten Entdeckung des Flusses Ramu, der bereits durch Georg von Schleinitz drei Jahre vorher als Ottilienfluß entdeckt worden war.
Von 1898 bis 1905 war Lauterbach, der auch Rittmeister in der Landwehr war, Direktor der Neuguinea-Kompagnie in Berlin. Ihm wurde eine Professur e. h. verliehen. Zusammen mit Karl Moritz Schumann schrieb er das Werk Die Flora der deutschen Schutzgebiete in der Südsee (1900, Nachträge 1905).
Ab 1907 widmete er sich der Aufarbeitung seiner Sammlungen auf seinem Gut. Wolfgang Lauterbach war sein Sohn.

## Ehrungen
Die Pflanzengattungen Lauterbachia Perk. und Clarorivinia Pax et K.Hoffm. sind zu seinen Ehren benannt worden. Das Artepitheton des Dreigang-Laubenvogels (Chlamydera lauterbachi) erinnert ebenfalls an ihn.

## Belege, Anmerkungen
1. 1 2  Robert Zander: Zander Handwörterbuch der Pflanzennamen. Hrsg. von Fritz Encke, Günther Buchheim, Siegmund Seybold. 13., neubearbeitete und erweiterte Auflage. Eugen Ulmer, Stuttgart 1984, ISBN 3-8001-5042-5.
2. ↑  Jan Albers in: Hans Dieter Beck (Hrsg.): Juristen im Portrait: Verlag und Autoren in 4 Jahrzehnten. Festschrift zum 225jährigen Jubiläum des Verlages C. H. Beck. C.H. Beck, München 1988, ISBN 978-3-406-33196-1, S. 511.
3. ↑   Lotte Burkhardt: Verzeichnis eponymischer Pflanzennamen. Erweiterte Edition. Botanic Garden and Botanical Museum Berlin, Freie Universität Berlin, Berlin 2018.

| Personendaten    | Personendaten                                              |
| ---------------- | ---------------------------------------------------------- |
| NAME             | Lauterbach, Karl                                           |
| ALTERNATIVNAMEN  | Lauterbach, Karl Adolf Georg; Lauterbach, Carl Adolf Georg |
| KURZBESCHREIBUNG | Biologe und Geograph                                       |
| GEBURTSDATUM     | 21. April 1864                                             |
| GEBURTSORT       | Breslau                                                    |
| STERBEDATUM      | 1. September 1937                                          |
| STERBEORT        | Stabelwitz (Breslau)                                       |